# Neutrínókísérlet
A neutrínókísérletet, másik nevén Cowan és Reines neutrínókísérletét 1956-ban Clyde L. Cowan és Frederick Reines amerikai fizikusok hajtották végre. Ez a kísérlet bizonyította közvetlenül a neutrínók – ezen elektromosan semleges, nagyon kis tömegű, nagyon gyengén kölcsönható részecskék – létezését.

## Előtörténete
Az 1910-20-as években a béta-bomlás elektronspektrumának tanulmányozásával nyilvánvaló vált, hogy a bomlás során az elektron mellett egy harmadik, nagyon kis tömegű, elektromosan semleges részecske is megjelenik, mely az akkori technikákkal nem volt észlelhető. Az elektronok energiájának spektruma folytonos volt, ami az energiamegmaradás törvényét figyelembe véve azt jelenti, hogy a béta-bomlás nem két, hanem három részecskés folyamat. Előbbi esetben az energia spektruma nem folytonos lenne, hanem egy adott energiaértéknél jelentkező csúcsból állna. Ezek (és más okok) alapján jutott el Wolfgang Pauli 1930-ban a neutrínó feltételezéséhez.

## Lehetőség a kimutatásra
A béta-bomlásban az előrejelzett részecske, az elektron antineutrínó ({\displaystyle {\bar {v}}_{e}}) – képes kölcsönhatni egy protonnal neutront és pozitront (az elektron antirészecskéjét) hozva létre.
{\displaystyle {\bar {v}}_{e}+p\rightarrow n+e^{+}}
A pozitron hamarosan találkozik egy elektronnal, és mindkettő megsemmisül (ezt a folyamatot nevezzük annihilációnak). A keletkező két gamma-sugár detektálható. A neutron megfelelő magban történő elnyelése révén észlelhető, ez a folyamat is gamma-sugárzás kibocsátásával jár. A két egyidejű esemény – pozitron annihiláció és neutronbefogás – az antineutrínó kölcsönhatásának egyedi lenyomata.
A legtöbb, vízmolekulában kötött hidrogén atommagja egyetlen protonból áll. Ezek a protonok szolgálnak célpontul a reaktorból származó antineutrínók számára. Nehezebb, több protonból és neutronból álló magok esetén a kölcsönhatás mechanizmusa bonyolultabb, és nem mindig írható le jól úgy, ha a magot alkotó protonokat szabad részecskéknek tekintjük.

## A kísérlet felépítése
Cowan és Reines a kísérletben atomreaktort használtak, ahogy a Los Alamos-i fizikai részleg vezetője, J.M.B. Kellogg javasolta, mivel ennek neutrínófluxusa 5·1013 neutrínó/(másodperc · cm²; jóval nagyobb, mint amely más radioaktív forrásokból elérhető.
A neutrínók az előzőekben ismertetett módon kölcsönhatásba léptek a tartályban lévő víz protonjaival, neutronokat és pozitronokat keltve. Az egyes pozitronok két gamma-sugarat keltenek, amikor elektronokkal annihilálnak.
A gamma-sugarak a víztartályba helyezett szcintillátorral észlelhetők. A szcintillátorban gamma-sugárzás hatására felvillanások jönnek létre, amelyet fotoelektron-sokszorozóval detektálhatunk.
Ezen kísérlet nem volt teljesen meggyőző, ezért egy másik ellenőrzést is beépítettek. A neutronokat a tartályba helyezett kadmium-kloriddal mutatták ki. A kadmium nagyon hatékony neutronelnyelő, és gamma-sugarakat bocsát ki neutronok elnyelésekor.
n + 108Cd → 109mCd → 109Cd + γ
Az elrendezés olyan volt, hogy a kadmiumból kilépő gamma-sugarak 5 mikroszekundummal a pozitronból keletkezők után jelentek meg, ha a pozitron valóban neutrínóból származott.

## Az eredmények
A kísérlet előkészületeit Hanfordban végezték el, később a kísérletet Savannah Riverben folytatták, a dél-karolinai Aiken közelében, ahol a kozmikus sugárzás ellen jobb védelmet tudtak biztosítani. Ez a sugárzásvédett terület 11 méterre volt a reaktortól és 12 méter mélyen a föld alatt.
Két tartályt használtak összesen 200 liter vízzel, melyben 40 kg oldott CdCl2 volt. A víztartály három szcintillátor között helyezkedett el szendvicsszerűen. Mindegyik szcintillátorban 110 darab 5 inch-es (127 mm-es) fotoelektron-sokszorozót tartalmazott.
Több hónapos adatgyűjtés után nagyjából óránkénti három neutrínót voltak képesek detektálni. Hogy teljesen biztosak legyenek, hogy neutrínókat észleltek, leállították a reaktort, hogy megnézzék, eltérő eseményszámot kapnak-e.
A hatáskeresztmetszetre a számított előrejelzésük nagyjából 6·10−44 cm² volt, a mérésből 6,3·10−44 cm² értéket kaptak. Eredményeiket a Science folyóirat 1956. július 20-i számában tették közzé.
Clyde Cowan 1974-ben meghalt, Frederick Reines 1995-ben fizikai Nobel-díjat kapott a neutrínófizika területén végzett munkásságáért.

## Fordítás
Ez a szócikk részben vagy egészben  a   Cowan–Reines neutrino experiment című angol Wikipédia-szócikk ezen változatának fordításán alapul.  Az eredeti cikk szerkesztőit annak laptörténete sorolja fel. Ez a jelzés csupán a megfogalmazás eredetét és a szerzői jogokat jelzi, nem szolgál a cikkben szereplő információk forrásmegjelöléseként.

## Külső hivatkozások
- Cowan and Reines Neutrino Experiment
- Decay of the Neutron
- Beta Decay
- Electron Neutrinos and Antineutrinos
- A Bajkál neutrínókísérlet